# مسجد الجنيد
مسجد الجنيد (بالإنجليزية: Masjid Al-Junied ) هو مسجد يقع في سنغافورة، يقع المسجد على طول شارع بنكولين، هناك من الشخصيات الشهيرة مثل نقه إبراهيم رئيس الوزراء السابق لبيراك في ماليزيا، والذي بنى كوتا نقه إبراهيم دفن في المسجد عند وفاته في السابع من شهر سبتمبر من عام 2006 .